# Homöoid

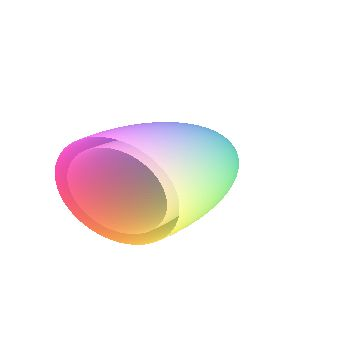
3-D-Homöoid

2-D-Homöoid

Ein Homöoid ist in drei Dimensionen eine Schale, die durch zwei konzentrische, ähnliche Ellipsoide berandet ist.
In zwei Dimensionen ist ein Homöoid ein elliptischer Ring, der durch entsprechende Ellipsen berandet ist.

## Mathematische Definition
Wird die äußere Berandung durch ein implizit gegebenes Ellipsoid
{\displaystyle {\frac {x^{2}}{a^{2}}}+{\frac {y^{2}}{b^{2}}}+{\frac {z^{2}}{c^{2}}}=1}
mit den Halbachsen {\displaystyle \!\ a,b,c} beschrieben, so ist für {\displaystyle 0\leq m\leq 1} die innere Berandung durch
{\displaystyle {\frac {x^{2}}{a^{2}}}+{\frac {y^{2}}{b^{2}}}+{\frac {z^{2}}{c^{2}}}=m^{2}}
gegeben.
Im Grenzfall von {\displaystyle \!\ m\to 1} spricht man von dünnen, im anderen Fall von dicken Homöoiden.

## Physikalische Bedeutung I
Die physikalische Bedeutung von Homöoiden in der Potentialtheorie liegt darin, dass innerhalb eines homogen mit Masse bzw. Ladung gefüllten Homöoiden auf eine Probemasse bzw. Ladung keine Kraft ausgeübt wird. Das entsprechende Potential ist daher konstant, siehe auch Prinzip der Entblätterung. Dies gilt nicht für andere elliptische Schalen, z. B. Fokaloide.
Das Potential im Äußeren eines dünnen Homöoiden ist auf Ellipsoiden konstant, die konfokal zu diesem Homöoiden liegen. Diese bemerkenswerten Eigenschaften wurden bereits von Isaac Newton bewiesen.
In der Astronomie und Geophysik kann die Theorie der Homöoide zur Berechnung von Gleichgewichtsfiguren dienen. Da bei allen größeren Himmelskörpern die Dichte nach innen zunimmt, können sie zwiebelschalenartig durch dünne Schichten gleicher Dichte modelliert werden.

## Definition homöoidale Verteilung
Man spricht von einer homöoidalen Dichteverteilung, wenn die Schichten konstanter Dichte einer Massen- oder Ladungsverteilung durch konzentrische, einander ähnliche Ellipsoide gegeben sind.

Linien konstanter Dichte einer homöoidalen Verteilung

## Physikalische Bedeutung II
Innerhalb einer homöoidalen Dichteverteilung tragen zur Kraftwirkung auf einen Körper nur die Schichten bei, die sich innerhalb des zur Berandung konzentrischen, ähnlichen Ellipsoiden befinden, der durch den Körper verläuft.